# Alida van Daalen
Alida van Daalen (* 12. April 2002 in Rotterdam) ist eine niederländische Leichtathletin, die im Kugelstoßen sowie im Diskuswurf an den Start geht. Auch ihre Mutter Jacqueline Goormachtigh sowie ihr Bruder Jarno van Daalen waren als Leichtathleten aktiv.

## Sportliche Laufbahn
Erste internationale Erfahrungen sammelte Alida van Daalen beim Europäischen Olympischen Jugendfestival (EYOF) 2017 in Győr, bei dem sie mit einer Weite von 16,23 m die Goldmedaille mit der leichteren 3-kg-Kugel gewann und sich im Diskuswurf mit 48,82 m die Silbermedaille sicherte. Im Jahr darauf gewann sie bei den U18-Europameisterschaften ebendort mit 52,93 m die Silbermedaille im Diskuswurf und sicherte sich im Kugelstoßen mit 17,08 m die Bronzemedaille. Anschließend startete sie mit dem Diskus bei den Olympischen Jugendspielen in Buenos Aires und gelangte dort auf den vierten Platz. 2019 siegte sie bei den Leichtathletik-U20-Europameisterschaften in Borås mit einem Wurf auf 55,92 m im Diskusbewerb. 2021 gewann sie bei den U20-Europameisterschaften in Tallinn mit 16,56 m die Silbermedaille im Kugelstoßen sowie mit 55,63 m auch im Diskuswurf. Im Jahr darauf startete sie mit dem Diskus bei den Europameisterschaften in München und schied dort mit 56,05 m in der Qualifikationsrunde aus. Anschließend zog sie in die Vereinigten Staaten und begann ein Studium an der University of Florida. 2023 siegte sie bei den U23-Europameisterschaften in Espoo mit 18,32 m im Kugelstoßen sowie mit 56,77 m auch im Diskuswurf. Anschließend schied sie bei den Weltmeisterschaften in Budapest mit 17,93 m in der Vorrunde aus. Im Jahr darauf wurde sie beim Meeting de Paris mit 65,78 m Dritte im Diskuswurf, ehe sie bei den Olympischen Sommerspielen in Paris im Kugelstoßen und im Diskuswurf mit 16,53 m und 62,19 m jeweils in der Vorrunde ausschied.
2022 wurde van Daalen niederländische Meisterin im Diskuswurf.

## Persönliche Bestleistungen
- Kugelstoßen: 18,66 m, 25. Februar 2023 in Fayetteville
- Diskuswurf: 66,31 m, 20. April 2024 in Ramona